# San Pedro (Jalisco)
San Pedro es una localidad del estado mexicano de Jalisco. Es parte del municipio de San Juanito de Escobedo.

## Toponimia
El nombre «San Pedro» hace referencia al santo patrono de la localidad: Pedro el Apóstol.

## Demografía
| Gráfica de evolución demográfica |
|                                  |

| Censo | Población |
| ----- | --------- |
| 1900  | 60        |
| 1910  | 80        |
| 1921  | 8         |
| 1930  | 295       |
| 1940  | 485       |
| 1950  | 741       |
| 1960  | 812       |
| 1970  | 1 003     |
| 1980  | 962       |
| 1990  | 1 035     |
| 2000  | 1 084     |
| 2010  | 970       |
| 2020  | 1 150     |